# 슈퍼챗
슈퍼챗(영어: super chat)은 유튜브에서 2017년 1월 12일 'YouTube Red' 버전 출시와 함께 선보인 콘텐츠 구매 플랫폼이다.

## 개요
슈퍼챗은 대한민국의 인터넷방송 플랫폼인 아프리카TV 후원 기능인 별풍선과 유사한 기능이다. 다만, 콘텐츠 제작자와 시청자 사이의 커뮤니케이션 기능이 강조되었다. 
대한민국 통신망 영역에서는 유튜브 시청자가 1000원부터 50만원까지 원화와 달러화로 결제할 수 있는 슈퍼챗은 금액별로 여러 종류가 있으며 금액에 따라 색상이 달라지고 보낼 수 있는 문자의 길이, 티커(채팅창 최상단)에 소개되는 최대 시간 등의 차이가 있다.
시청자가 슈퍼챗을 보내면 금액과 아이디 등이 채팅창에 표시된다. 이때 금액에 따라 파란색, 노란색, 주황색, 빨간색 등의 색상이 나타나는데 금액이 많을수록 빨간색에 가까워진다. 5000원 이상의 금액을 송금하면 채팅창 맨 위에 아이디와 전송 금액이 고정돼 나타나게 된다. 원하는 경우에는 금액과 함께 메시지도 발송할 수 있다.
슈퍼채팅은 메시지에 색상을 입혀 강조하거나 일정 시간 상단에 고정하여 대화 메시지 내용을 돋보이게 표시해주는 기능이며, 유튜브 생방송 도중 팬과 나누는 대화 가운데 특정 메시지를 다른 메시지보다 눈에 띄게 해준다.
슈퍼챗으로 억대 소득을 얻는 경우가 증가하면서 유튜버가 초등학생의 장래희망으로 떠오르고 있으며 일상을 찍어 올리는 직장인 유튜버나, 카페를 운영하는 카페 유튜버, 그리고 아르바이트를 하는 모습을 올리는 알바생 유튜버뿐만 아니라 정치적 갈등을 조장하며 자극적이거나 허위 조작을 일삼는 유튜버도 대거 등장하여 사회적 논란이 발생하기도 했다.

## 슈퍼챗 사용 요건
- 채널에서 실시간 스트리밍 사용 설정
- 채널에서 수익 창출
- 채널 구독자 수 1,000명 이상
- 만18세 이상
- 제공 지역 중 한 곳에 슈퍼챗신청하고싶으

## 논란
- 구독자 34만명 현직 초등학교 교사 랩하는 유튜버 달지쌤이 겸직 논란을 일으키자 2019년 7월 9일 교육부는 교사들의 유튜버 활동을 장려하며 '교원 유튜브 활동 복무지침'을 마련, 배포하면서 광고 수익이 발생하는 요건에 도달하게 되면 기관장(교장)에게 겸직 허가를 받도록 했고, 교사의 품위를 손상하는 채널은 금지하기로 했다.[1]
- 중앙선거관리위원회는 2019년 2월 22일 ‘정치자금법상 소셜미디어 수익 활동 가이드라인’을 제작, 현역 국회의원들과 홍준표 전 대표를 비롯해 유튜브를 활용하는 정치인 등에게 배포하면서 "정치인을 상대로 한 소셜미디어 시청자의 금전 제공은 정치자금법상 '기부'에 해당하기 때문에 위법 소지가 있어 유의하라"고 했다.[2]